# Malcolm Coulthard
Richard Malcolm Coulthard (14 de janeiro de 1943) é um linguista britânico, professor emérito da Universidade de Aston. É conhecido por seu trabalho nos campos da análise do discurso e da linguística forense. Foi orientado por Michael Halliday e John Sinclair, sendo considerado um dos introdutores da Linguística Sistêmico-Funcional no Brasil. Notabilizou-se por ter demonstrado como Derek Bentley, um homem executado em 1953 e posteriormente inocentado, não havia de fato falado o que fora transcrito como uma "confissão".